# Кубенский, Вячеслав Евгеньевич
Вячесла́в Евге́ньевич Кубе́нский (род. 30 июня 1976 года) — российский хоккеист.

## Биография
Воспитанник хоккейной школы московского ЦСКА, в 1994 году начал играть в его втором составе, а в следующем сезоне трижды выходил за основную команду во встречах в Межнациональной хоккейной лиге.
В 1996—1999 годах играл в составе клуба высшей лиги чемпионата России — кирово-чепецкой «Олимпии», где сменил амплуа нападающего на защитника.
В 1999 году вернулся в Москву, завершил игровую карьеру в клубе Московского университета.